# Mini szansa
Mini szansa – program rozrywkowy dla dzieci nadawany od 18 listopada 2007 roku do 24 maja 2009 w TVP2. Twórcą programu była Elżbieta Skrętkowska, autorka Szansy na sukces, prowadzącym zaś muzyk, satyryk oraz autor tekstów Krzysztof Skiba.
Mini szansa była programem rozrywkowym, który nawiązywał do hitu nadawanego w TVP2 - Szansy na sukces, ale z udziałem dzieci i dziecięcym jury. W programie dzieci od lat 4-8 mogłt spełnić swoje marzenia oraz zaśpiewać ze swoim ulubionym wykonawcą. W każdym odcinku gościła gwiazda polskiej sceny muzycznej. Dzieci śpiewały swoje przeboje na żywo, które potem oceniało dziecięce jury. Młody zwycięzca programu w nagrodę zdobywał wycieczkę do EuroDisneylandu.